# Нікулінське сільське поселення (Поріцький район)
Ніку́лінське сільське поселення (рос. Никулинское сельское поселение) — муніципальне утворення у складі Поріцького району Чувашії, Росія. Адміністративний центр — село Нікуліно.

## Населення
Населення — 337 осіб (2019, 438 у 2010, 671 у 2002).

## Склад
До складу поселення входять такі населені пункти:
| Населений пункт         | Населення, осіб (2002) | Населення, осіб (2010) |
| ----------------------- | ---------------------- | ---------------------- |
| Зарічний, селище        | 63                     | 33                     |
| Зелений Дол, селище     | 65                     | 26                     |
| Нікуліно, село          | 412                    | 304                    |
| Ніловка, селище         | 55                     | 19                     |
| Степне Коровино, селище | 76                     | 56                     |